# Maradjotthon
A Maradjotthon (stilizálva #maradjotthon) 2020-ban bemutatott magyar televíziós dokureality-sorozat. A sorozatban bemutatják celebek és civil emberek mindennapjait a 2020-as magyarországi koronavírus-járvány miatti karantén alatt. Bemutatója 2020. április 6-án volt az TV2-ön.

## Cselekmény
A sorozat bemutatja, hogy orvosok, civilek és celebek hogyan élik át a karantént.

## Szereplők
- Tóth Gabi és Krausz Gábor: Énekesnő és séf férje, akik sok emberhez hasonlóan egyik pillanatról a másikra maradtak munka nélkül. A számos nehézség mellett, épp most élik életük egyik legcsodálatosabb időszakát is, hiszen decemberben született kislányuk, Hannaróza.
- Tóth Eszter: az eredetileg New Yorkban élő magyar lány, aki most Floridában a családjával együtt próbálja kivárni a világjárvány lefolyását. Eszter elkezdte felfedezni magán a tüneteket, ezért hogy megóvja szeretteit, jelenleg a családtagjaitól elkülönítve, szigorú szabályokat betartva éli a mindennapokat.
- Keve Márton: séf, aki önkéntesként egészségügyi dolgozóknak főz. Márton az #etesdadokit kezdeményezés egyik elindítója, a jótékonysági ötlethez az utóbbi időben számos étterem és pékség csatlakozott.
- Dr. Kőnig Róbert: gyermeksebész és gyermektraumatológus – akit sokan csak Gyermeksuttogóként emlegetnek - a János Kórház ügyeletéről forgatja videónaplóit. Anyagain keresztül a nézők közvetlenül nyerhetnek bepillantást a rendkívül lelkiismeretes, és jó humorú doktor munkájába, és számos információt kaphatnak a járvánnyal kapcsolatban a gyerekeket érintő kérdésekben.
- Dobó Ágnes és családja: a fertőzések miatt aggódó kisgyermekes édesanyát rendkívül megviseli a mostani helyzet, ráadásul férje még mindig dolgozik, a munkások pedig épp ki-be járnak otthonukban, mert a kertet építik. Ági nagyon félti szeretteit.
- Linczényi Márk: zenész, aki aggódik várandós menyasszonya miatt, hiszen már csak egy hónap van hátra a szülésig, és egyre rosszabb híreket hallani a kórházak túlterheltségéről. Kérdéses, be mernek-e menni egyáltalán egy kórházba.
- Szabó Simon: Színész, aki próbálja minél aktívabban élni mindennapjait a karanténban. Megmutatva, mivel lehet hasznosan eltölteni az időt, ha az embernek nincs más választása, és a négy fal közé szorul.
- Dr Kiss Csaba: kótaji háziorvos, aki egy koronavírussal fertőzött beteget látott el rendelőjében, ami miatt ő is karanténba került.
- Spáh Dávid: tévérendező, akit hosszú évek után, az egykori sorozatbeli famíliáját követően saját szerettei körében is láthatunk majd. Feleségével és gyermekeikkel ők is feladni kényszerültek megszokott életmódjukat, de humorral próbálnak úrrá lenni a kialakult helyzeten.
- Kulcsár Edina, férje, Csuti és kisfiúk, Medox: önkéntes karanténban élik a mindennapjaikat. Edina második gyermekével várandós, néhány hét múlva születik meg a kislánya. A mindenórás kismama ebben a megváltozott, kihívásokkal teli élethelyzetben is próbál pozitív és nyugodt maradni, de sokszor neki is nehéz megbirkóznia a sok bizonytalansággal, ami most körülveszi.
- Dr. Gődény György: gyógyszerész véleménye megosztó lehet, azonban küldetése, hogy megnyugtassa az embereket, és válaszokat adjon a koronavírus kapcsán felmerült kérdésekre.
- Oláh Gergő: Szintén családja körében tölti idejét az önkéntes karanténban, és sokakhoz hasonlóan, a négy gyermekes édesapa helyzete sem egyszerű, de feleségével próbálnak mindenben helytállni. Többek között az is kiderül, milyen amikor a szülők „veszik át” a tanár szerepét…
- Szécsi László: Vlogger. Sokat utazik, így jó kalandnak tűnt az is, hogy egy luxushajón animátorként dolgozva bejárja a világot, legutóbbi útja a dél-amerikai kontinensre vezetett. Az óceánjáró Dél-Amerika nyugati felén járt, amikor a járvány kitört, így már nem engedték őket kikötni Chilében, és végül San Diego felé kellett vegyék az irányt.
- Vajda Pierre: ételkritikus figyelmét semmi sem kerülheti el, így a forgatáshoz szükséges eszközöket is alaposan lefertőtlenítette.
- Keresztes Zoltán:Szabó Simon régi barátja, a Vuhanban - a járvány kitörésének központjában - élő zeneszerző. Kamerájukon keresztül tájékozódhatunk a kínai aktualitásokról a koronavírussal kapcsolatban.
- Demcsák Zsuzsa: televíziós műsorvezető, akinek mindennapjait legutóbb az Ázsia Expressz második szériájában követhették nyomon a nézők. Zsuzsa most férjével, Krishannal – akit az Ázsia Expressz forgatásai alatt ismert meg – és gyerekeivel szerepel a műsorban. A nézők közvetlen közelről lehetnek részesei a család hétköznapjainak, és az is kiderül, hogy a mindennapi teendők mellett hogyan tudja megoldani Zsuzsa például azt, hogy otthonról dolgozzon.
- Merész László: divatfotós egyenesen New Yorkból tudósított. Laci 15 éve él kint, azonban ehhez foghatót még sosem tapasztalt a városban.
- Dombi János: a soproni Szeretet Háza vezetője kollégáival együtt segíti és támogatja a rászorulókat a koronavírus okozta járványhelyzetben.
- Bese Gábor: a lehetőségeihez mérten próbál segíteni a bajbajutottakon, miközben ő maga is szorult helyzetbe került taxi sofőrként.
- Nagy Misi: az elsők között veszítette el állását, hiszen fotósként a rendezvények megszüntetésével munka nélkül maradt. A fiatal fotográfus pozitívan áll a helyzethez és azonnal új munka után nézett.
- Juhász Zoltán: a Cserhát Mentőkutyás Különleges Mentő elnöke a csapatával a helyi önkormányzat munkáját segíti.
- Trap kapitányt: az elsők között érintette a járvány, aki párjával vonult karantéba. A zenei producerként, zeneszerzőként valamint énekesként is tevékenykedő Molnár Tibor számára rejtély, hogy ő veszi túl komolyan a karantén szabályait, vagy pedig az utcákon sétáló emberek felelőtlenek.
- Wolf András: is bepillantást engedett megváltozott hétköznapjaiba. András és csapata minden nap a Szent László Kórház dolgozóit látják el ebéddel.
- Szögeczki Ági és kisfia: mindenkit arra kér, hogy mind a saját, mind a környezetük egészsége érdekében maradjanak otthon.
- Tipton Zakariás: cége egészségügyi dolgozóknak készít szemüvegeket, ezzel is segítve munkájukat.
- Balázs Andrea: egy hónappal ezelőtt döntött úgy, hogy karanténba vonul. A fantasztikus humoráról is ismert színésznő egy percet sem unatkozik otthon.

## Epizódok
| Évad | Évad | Részek száma | Részek száma | Eredeti sugárzás | Eredeti sugárzás  | Eredeti adó |
| Évad | Évad | Részek száma | Részek száma | Évadbemutató     | Évadzáró          | Eredeti adó |
| ---- | ---- | ------------ | ------------ | ---------------- | ----------------- | ----------- |
|      | 1.   | 13           | 13           | 2020. április 6. | 2020. április 24. |             |